# Hans Eberhard von Tettau
Hans Eberhard von Tettau (* 15. Februar 1585 in Tolks bei Bartenstein; † 27. Dezember 1653 ebd.) war ein herzoglich preußischer Staatsmann.

## Leben

### Herkunft und Familie
Hans Eberhard war Angehöriger des Älteren Hauses Tolks des Adelsgeschlechts von Tettau. Seine Eltern waren der preußische Hofmeister, Hauptmann und Landrat Hans von Tettau (1540–1598) und Anna, geborene von Lesgewang (1551–1634). Er selbst vermählte sich 1615 mit Sophia von Schlieben (1600–1675). Aus der Ehe sind eine Tochter und drei Söhne hervorgegangen, darunter die preußischen Hofräte Georg Abel von Tettau (1618–1677) und Hans Dietrich von Tettau (1620–1687).

### Werdegang
Tettaus Universitätsstudium schloss sich eine Kavalierstour über Deutschland, Dänemark, die Niederlande, England, Frankreich und Italien an, von der er 1609 nach Preußen zurückkehrte. Er trat jenes Jahr in den diplomatischen Dienst ein und vertrat vielfach die Interessen Preußens auf den polnischen Reichstagen sowie gegenüber König Sigismund III. von Polen (1566–1632). 1622 wurde er vom Brandenburgischen Kurfürsten Georg Wilhelm von Brandenburg (1595–1640), der in Personalunion auch Herzog von Preußen außerhalb des Heiligen Römischen Reiches Deutscher Nation war, zum Landrat ernannt. Er wurde 1624 Hauptmann von Preußisch Eylau und Bartenstein, wo er das Kirchenwesen regulierte. 1627 wurde er auch preußischer Landschatzmeister. Er wechselte 1632 als Hauptmann nach Brandenburg und avancierte zum Landratsdirektor. In Brandenburg dirigierte er auch das Landgericht. Er war Obergerichtsrat, 1636 schließlich Oberregimentsrat und Oberburggraf. Der neue Kurfürst Friedrich Wilhelm von Brandenburg (1620–1688), bekannt als der Große Kurfürst, machte Tettau zum Landhofmeister, womit er an der Spitze der preußischen Verwaltung stand.
Tettau war 1619 Erbherr auf Sieslack, Grauschienen, Schwollmen und Petershagen im Kreis Preußisch Eylau, sowie auf Lindenau und Keulenburg im Kreis Gerdauen. 1640 war er auch zu Tolks, Kirschitten, Mühlfeld und Sperlack im Kreis Preußisch Eylau begütert, hinzukamen 1642 Sortlack und 1652 Powarschen, beide im Kreis Preußisch Eylau.
Er wurde, wie später seine Ehefrau, in der Tragheimer Kirche in Königsberg begraben.